# 埼玉県立吉川高等学校
埼玉県立吉川高等学校（さいたまけんりつ よしかわこうとうがっこう）は、埼玉県吉川市高久に所在した公立高等学校。略称は吉高。

## 沿革
- 1971年
  - 4月1日 - 開校する。
  - 4月9日 - 生徒297名入学。
- 2009年 - 埼玉県教育委員会が、県立高等学校「後期再編整備計画」案として、吉川高等学校と埼玉県立草加高等学校の定時制課程を統合し新校を設置すると発表。
- 2013年 - 統合により、埼玉県立吉川美南高等学校となる（設置場所は吉川高校の現在地）。

## 設置していた学科
- 全日制
  - 総合学科
- 定時制
  - 総合学科

## 部活動
運動部
- サッカー部
- バスケットボール部
- 陸上部
- バドミントン部
- 卓球部
- 野球部
- ソフトテニス部
- 空手部
- バレーボール部
- ラグビー部
- ウエイトリフティング部
- ハンドボール部
- 剣道部

文化部
- 吹奏楽部
- 書道部
- 放送部
- 家庭部
- 美術部
- 演劇部
- JRC部
- 情報科学部
- 科学部
- 創作研究部
- 軽音楽部
- ビジネスライセンス部
- 茶道部

## 卒業生
- 小川貴史 - サッカー指導者（※早稲田大学人間科学部ｅスクール）サッカー協会公認B級コーチ、水戸ホーリーホック育成・普及部コーチ→アルビレックス新潟レディースコーチ兼U-18監督
- 広瀬健太 - サッカー選手

## アクセス
- JR東日本武蔵野線吉川駅から徒歩25分。